# Bunarić (Mađarska)
Bunarić (mađ. Ivánkamajor)  je selo u jugoistočnoj Mađarskoj.

## Zemljopisni položaj
Nalazi se 1 km sjeverozapadno od Salašice. Ulična adresa je Ivanka. Jankovac je zapadno, Fertov sjeverozapadno, Blato je sjeveroistočno, Miljkut jugozapadno. 

## Upravna organizacija
Upravno pripada olaškoj mikroregiji u Bačko-kiškunskoj županiji. Poštanski je broj 6421. Pripada selu Salašici.

## Stanovništvo
Stanovnike se naziva Bunarćanima i Bunarćankama.

## Promet
6 km istočno je državna prometnica br. 53, a 8 km istočno željeznička pruga koja vodi od Olaša prema Subotici.